# Agathis philippinensis
Agathis philippinensis là một loài thực vật hạt trần trong họ Araucariaceae. Loài này được Warb. mô tả khoa học đầu tiên năm 1900.